# Vĩnh Cát
Vĩnh Cát (tiếng Trung: 永吉县, Hán Việt: Vĩnh Cát huyện) là một huyện của địa cấp thị Cát Lâm, tỉnh Cát Lâm, Trung Quốc. Huyện này có diện tích 2625 km2, dân số 400.000 người, mã số bưu chính 132200. Huyện Vĩnh Cát được chia ra 12 trấn, 2 trấn dân tộc, 8 hương và 3 hương dân tộc. Tên của huyện này có nghĩa là cát tường mãi mãi